# Armeniens kabinet
Armeniens kabinet består af lederne af den armenske regeringens ministerier. Præsidenten udnævner medlemmer af kabinettet efter anbefalinger fra premierministeren. Premierministeren er udpeget af præsidenten og godkendt af parlamentet.

## Medlemmer
| Portefølje                              | Minister             |
| --------------------------------------- | -------------------- |
| Præsident                               | Armen Sargsyan       |
| Premierminister                         | Nikol Pashinyan      |
| Forsvarsminister                        | Davit Tonoyan        |
| Landbrugsminister                       |                      |
| Økonomiminister                         | Tigran Khacatryan    |
| Undervisnings- og Forskningsminister    | Arayik Harutyunyan   |
| Energiminister                          | Garegin Baghramyan   |
| Minister for Miljøbeskyttelse           | Erik Grigoryan       |
| Udenrigsminister                        | Zohrab Mnatsakanyan  |
| Sundhedsminister                        | Arsen Torosyan       |
| Arbejds- og Socialminister              | Arsen Hambart Sumyan |
| Minister for Territorial administration | Suren Papikyan       |
| Transport- og Kommunikationsminister    | Hakob Arshakyan      |